# Co mi zrobisz, jak mnie złapiesz
Pour plus de détails, voir Fiche technique et Distribution.
Co mi zrobisz, jak mnie złapiesz (Que me ferez-vous si vous m'attrapez) est un film polonais de Stanisław Bareja sorti en salles le 8 décembre 1978.

## Synopsis
Tadeusz Krzakoski, directeur de la société "Pol-Pim", part en voyage d'affaires à Paris. À l'ambassade de Pologne il fait connaissance de Danusia et passe la nuit avec elle. Quelques mois plus tard elle lui rend visite pour l'informer qu'elle est enceinte de lui. Il s'avère rapidement que Danusia est la fille d'un membre du parti important. Un mariage avec elle serait pour Krzakoski une opportunité d'améliorer sa position sociale et professionnelle. Mais d'abord il doit divorcer de sa femme, pour cela il organise une intrigue ayant pour but de prouver la trahision de son épouse devant le tribunal. Cependant ces manigances sont dejouées mais en plus il perd sa place et la chance d'épouser Danusia.

## Fiche technique
- Titre original : Co mi zrobisz jak mnie złapiesz
- Réalisation : Stanisław Bareja
- Scénario : Stanisław Bareja, Stanisław Tym
- Musique : Jerzy Derfel
- Photographie : Jan Laskowski
- Montage : Krystyna Rutkowska
- Décors : Allan Starski
- Costumes: Wiesława Starska
- Société de production : Zespół Filmowy „Pryzmat”
- Pays d'origine :  Pologne
- Langues originales : polonais
- Genre : Comédie
- Format : couleur  - son mono
- Durée : 99 minutes
- Dates de sortie : 18 décembre 1978

## Distribution
- Krzysztof Kowalewski – le directeur du Pol-Pim Tadeusz Krzakoski
- Bronisław Pawlik – le photographe Roman Ferde
- Stanisław Tym – Szymek (employé de l'ambassade) et Dudała (l'adjoint du directeur Krzakoski)
- Ewa Wiśniewska – Anna Krzakoska, la femme du directeur
- Ewa Ziętek – Danusia
- Andrzej Fedorowicz – Mrugała (employé de l'ambassade)
- Stefan Friedmann – employé de Pol-Pim
- Janusz Gajos – chef du magasin des produits alimentaires
- Zdzisław Maklakiewicz – le père de famille
- Zofia Merle – la bonne chez les Krzakoskis
- Stanisław Gawlik – Stefan Kołodziej, directeur de la société qui loue la grue
- Wojciech Zagórski – un client qui se querelle
- Tadeusz Pluciński – l'ingnieur Kwaśniewski
- Marian Łącz – l'ouvrier-paysan à la gare
- Józef Nalberczak – l'homme à la gare
- Izabella Olejnik – Lewandowska
- Jadwiga Kuryluk – la voisine des Ferdes
- Jerzy Moes – un milicien
- Wojciech Brzozowicz – un journaliste
- Zdzisław Szymborski – un journaliste
- Wanda Stanisławska-Lothe – la femme de Kazio
- Ryszard Pracz – le chanteur Koracz
- Stanisław Bareja – la femme de Newton et l'homme avec la valise à la gare centrale
- Maria Kaniewska – femme de ménage
- Tadeusz Somogi – l'animateur de télévision
- Mariusz Gorczyński – Wisiorny, propriétaire de la cabriolet
- Jerzy Duszyński – Kazio, le client vexé
- Kazimierz Kaczor – chef du garage
- Janusz Zakrzeński - le maître Fijałkowski
- Wojciech Pokora – le paysan qui poursuit le cochon
- Jerzy Cnota – le chauffeur de camion
- Marek Bargiełowski – le gynécologue, une connaissance de Krzakoski